# Castelli della Russia
Questo è un elenco dei castelli in Russia.

## Circondario federale nordoccidentale
| Nome                                 | Nome russo                        | Locazione              | Periodo             | Immagine |
| ------------------------------------ | --------------------------------- | ---------------------- | ------------------- | -------- |
| Monastero di Aleksandr Svirskij      | Александро-Свирский монастырь     | Oblast' di Leningrado  | XV secolo           |          |
| Castello di Balga                    | Замок Бальга                      | Oblast' di Kaliningrad | 1239                |          |
| Castello di Brandenburg              | Замок Браденбург                  | Oblast' di Kaliningrad | XIII secolo         |          |
| Castello di Bip                      | Замок Бип                         | Fortezza di Pavlosk    | 1798                |          |
| Palazzo di Gatčina                   | Большой Гатчинский дворец (замок) | Oblast' di Leningrado  | 1766-1781           |          |
| Cremlino di Gdov                     | Гдовский кремль                   | Oblast' di Pskov       | 1431–1434           |          |
| Monastero Goritsky                   | Горицкий Воскресенский монастырь  | Oblast' di Vologda     | 1514-1832           |          |
| Monastero di Ferapontov              | Ферапонтов монастырь              | Oblast' di Vologda     | 1397-1798           |          |
| Fortezza di Ivangorod                | Ивангородская крепость            | Oblast' di Leningrado  | 1492                |          |
| Fortezza di Izborsk                  | Изборская крепость                | Oblast' di Pskov       | XIV secolo          |          |
| Castello di Königsberg               | Кенигсбергский замок              | Oblast' di Kaliningrad | 1255-1713           |          |
| Monastero Khutyn                     | Хутынский монастырь               | Oblast' di Novgorod    | 1190-1646           |          |
| Monastero Konevsky                   | Коневский монастырь               | Oblast' di Leningrado  | 1393-1812           |          |
| Cremlino di Koporye                  | Крепость Копорье                  | Oblast' di Leningrado  | 1237                |          |
| Fortezza di Korela                   | Крепость Корела                   | Oblast' di Leningrado  | 1310                |          |
| Fortezza di Kronštadt                | Кронштадская крепость             | San Pietroburgo        | 1704-1950           |          |
| Monastero Mirozhsky                  | Мирожский монастырь               | Oblast' di Pskov       | 1156-1805           |          |
| Cremlino di Velikij Novgorod         | Новгородский кремль               | Oblast' di Novgorod    | XI-XIV secolo       |          |
| Fortezza di Orešek                   | Крепость Орешек                   | Oblast' di Leningrado  | 1323-XVIII secolo   |          |
| Fortezza di Pietro e Paolo           | Петропавловская крепость          | San Pietroburgo        | 1703-1907           |          |
| Fortezza di Porchov                  | Порховская крепость               | Oblast' di Pskov       | 1387                |          |
| Priory Castle                        | Приоратский Замок                 | Oblast' di Leningrado  | 1799                |          |
| Cremlino di Pskov                    | Псковский кремль (кром)           | Oblast' di Pskov       | XI-XVI secolo       |          |
| Monastero Pskovo-Pečerskij Uspenskij | Псково-Печерский монастырь        | Oblast' di Pskov       | 1473-1595           |          |
| Ragnit Castle                        | Замок Рагнит                      | Oblast' di Kaliningrad | 1289                |          |
| Castello Michajlovskij               | Михайловский (Инженерный) замок   | San Pietroburgo        | 1797-1801           |          |
| Schaaken Castle                      | Замок Шаакен                      | Oblast' di Kaliningrad | 1797-1801           |          |
| Monastero di Solovki                 | Соловецкий монастырь              | Oblast' di Arcangelo   | 1436-1834           |          |
| Fortezza di Staraja Ladoga           | Староладожская крепость           | Oblast' di Leningrado  | 1116                |          |
| Cremlino di Vologda                  | Вологодский кремль                | Oblast' di Vologda     | 1567                |          |
| Fortezza di Vyborg                   | Выборгский замок                  | Oblast' di Leningrado  | 1293-1564 1834-1894 |          |
| Monastero Yuriev                     | Юрьев монастырь                   | Oblast' di Novgorod    | 1119-1836           |          |

## Circondario federale centrale
| Nome                                  | Nome russo                  | Locazione             | Periodo         | Immagine |
| ------------------------------------- | --------------------------- | --------------------- | --------------- | -------- |
| Cremlino di Aleksandrov               | Александровский кремль      | Oblast' di Vladimir   | XIV-XVI secolo  |          |
| Monastero dei Santi Boris e Gleb      | Борисоглебский монастырь    | Oblast' di Jaroslavl' | 1585-1591       |          |
| Monastero Donskoj                     | Донской монастырь           | Mosca                 | 1591-2000       |          |
| Monastero Goritsky                    | Горицкий монастырь          | Oblast' di Jaroslavl' | XIV secolo-1774 |          |
| Monastero Ipat'ev                     | Ипатьевский монастырь       | Oblast' di Kostroma   | 1432-1840       |          |
| Monastero Joseph-Volokolamsk          | Иосифо-Волокский монастырь  | Oblast' di Mosca      | 1479-1696       |          |
| Cremlino di Kolomna                   | Коломенский кремль          | Oblast' di Mosca      | 1525-1531       |          |
| Castello Meyendorff                   | Замок Майендорф             | Oblast' di Mosca      | 1874—1885       |          |
| Monastero di Sant'Eutimio             | Спасо-Евфимиев монастырь    | Oblast' di Vladimir   | 1352-1669       |          |
| Cremlino di Mosca                     | Московский кремль           | Mosca                 | 1482-1495       |          |
| Cremlino di Možajsk                   | Можайский кремль            | Oblast' di Mosca      | 1624-1626       |          |
| Monastero Nuova Gerusalemme           | Новоиерусалимский монастырь | Oblast' di Mosca      | 1656-1697       |          |
| Cremlino di Rostov                    | Ростовский кремль           | Oblast' di Jaroslavl' | 1670—1683       |          |
| Cremlino di Rjazan'                   | Рязанский кремль            | Oblast' di Rjazan'    | XII-XIX secolo  |          |
| Cremlino di Serpuchov                 | Серпуховский кремль         | Oblast' di Mosca      | 1556            |          |
| Cremlino di Smolensk                  | Смоленский кремль           | Oblast' di Smolensk   | 1595-1602       |          |
| Monastero Spaso-Yakovlevsky           | Спасо-Яковлевский монастырь | Oblast' di Jaroslavl' | 1389-1836       |          |
| Stolobny Island                       | Нило-Столобенская пустынь   | Oblast' di Tver'      | 1594-1833       |          |
| Cremlino di Suzdal'                   | Суздальский кремль          | Oblast' di Vladimir   | 1024-1719       |          |
| Monastero della Trinità di San Sergio | Троице-Сергиева лавра       | Oblast' di Mosca      | 1337-1892       |          |
| Vasilievskoe Castle                   | Замок Васильевское          | Oblast' di Mosca      | 1881-1884       |          |
| Cremlino di Volokolamsk               | Волоколамский кремль        | Oblast' di Mosca      | XV-XIX secolo   |          |
| Cremlino di Vjaz'ma                   | Вязьменский кремль          | Oblast' di Smolensk   | XVII secolo     |          |
| Monastero Vysotsky                    | Высоцкий монастырь          | Oblast' di Mosca      | 1374-1840       |          |
| Cremlino di Jaroslavl'                | Ярославский кремль          | Oblast' di Jaroslavl' | XII secolo-1838 |          |
| Cremlino di Zarajsk                   | Зарайский кремль            | Oblast' di Mosca      | 1528—1531       |          |

## Altri circondari
| Nome                        | Nome russo           | Locazione                  | Periodo        | Immagine |
| --------------------------- | -------------------- | -------------------------- | -------------- | -------- |
| Cremlino di Astrachan'      | Астраханский кремль  | Oblast' di Astrachan'      | 1580-1807      |          |
| Citadella d Derbent         | Дербентская цитадель | Daghestan                  | II-XVII secolo |          |
| Cremlino di Kazan'          | Казанский кремль     | Tatarstan                  | 1672           |          |
| Cremlino di Nižnij Novgorod | Нижегородский кремль | Oblast' di Nižnij Novgorod | 1500-1515      |          |
| Cremlino di Syzran'         | Сызраньский кремль   | Oblast' di Samara          | 1683           |          |
| Cremlino di Tobol'sk        | Тобольский кремль    | Oblast' di Tjumen'         | 1683-1799      |          |